# Bo Berggren (industriman)
Bo Erik Gunnar Berggren, född 11 augusti 1936 i Falun, död där 18 april 2023, var en svensk ingenjör och företagsledare. Han var svärson till Wilhelm Haglund.

## Biografi
Berggren blev civilingenjör vid Kungliga Tekniska högskolan 1962 och anställdes samma år vid Stora Kopparbergs Bergslags AB och Domnarvets Jernverk. Han arbetade 1962–1964 som driftsforskningsingenjör, som chef för metallurgisk driftsforskning 1964–1966 och som överingenjör med ansvar för driftsforskning 1966–1968 vid Domnarvets Jernverk. Mellan 1968 och 1974 var han direktör och förvaltningschef för specialstålverken i Söderfors och mellan 1975 och 1978 var han vice verkställande direktör för Stora Kopparbergs Bergslags AB. Åren 1978–1984 var han VD för Incentive AB. Berggren var verkställande direktör för Stora AB 1984–1992 och därefter företagets styrelseordförande 1992–1998.
Han invaldes 1980 som ledamot av Ingenjörsvetenskapsakademien. Vidare är han teknologie hedersdoktor.